# William Sullivan
William Patrick Sullivan (Lonavla, 30 augustus 1909 - Brent, 1981) was een Indiaas hockeyer. Sullivan was een aanvaller.
Sullivan won met de Indiase ploeg de olympische gouden medaille in 1932.

## Resultaten
- 1932  Olympische Zomerspelen in Los Angeles

- Library of Congress Control Number: no97003140
- Virtual International Authority File: 16824076
- WorldCat: E39PBJtCBjT4FCPqR4cxX4QrMP